# 欧陽璋
欧陽 璋（おうよう しょう / オーヤン・ヂァン、歐陽璋、欧阳璋）は、中華民国空軍の軍人。

## 経歴
1920年3月27日から1922年4月5日まで南苑航空教練所（第3期）に在学して飛行技術を習得。
1923年冬に保定航空教練所が設立されると教育長。1924年4月5日、北京に中央航空司令部が創設されると中央航空第2隊（隊長：沈徳燮、副隊長：張画一）飛行員。同年秋に第2次奉直戦争が勃発した時には航空第3隊隊長であった。
1925年3月、西北辺防督弁公署航空司令部（司令官：王乃謨、副司令：鄧建中、参謀長：慕成化、副官：陳徳全）が組織され、張画一、曹宝清、趙歩墀、徐国一と共に参議に任命。国民軍と奉天軍が衝突すると、航空大隊（大隊長：曹宝清）副大隊長として偵察任務を遂行。同年11月、西北軍航空司令部（司令官：鄧建中、副司令：曹宝清）航空第1隊隊長。
1927年3月、国民革命軍航空処飛機総隊（総隊長：曹宝清）副総隊長兼飛機第2隊隊長。翌４月に樹立した南京国民政府が武漢国民政府と対峙するようになると武漢の北伐軍航空隊は分裂し、張静愚航空処長、曹宝清総隊長、高在田航空隊長と共に武漢から南京へ移った。1927年5月、南京に国民革命軍総司令部航空処（処長：黄秉衡）が創設され、航空第2隊隊長に就任。11月、航空第1隊（隊長：高在田）と共に第2次渡江北伐津浦路諸戦役に参加し、偵察、伝単の散布、爆撃を行い、陸軍の徐州攻略に協力した。
1929年7月2日、中央陸軍軍官学校航空班飛行教官。同年12月、第5路軍総指揮の唐生智が石友三と共に蔣介石に対して反乱を起こすと、航空班の人員で編成された航空大隊の大隊長に任命され討伐に参加した。
1931年8月10日、軍政部航空署軍務科科長。
1932年10月、軍政部航空署軍務処（処長：沈徳燮）作戦科科長。
1933年7月18日、空軍中校本級。
1935年9月7日、空軍中校。
1936年5月、航空委員会第1処（参謀処、処長：沈徳燮）副処長。
1937年5月、航空委員会第3庁第7処（補助処）処長。11月より空軍兵監部（長：石邦藩）として第3庁より独立。
1938年3月、航空委員会人事処（処長：銭大鈞）副処長。
1939年5月、航空委員会人事処長。同年8月、蘭州の空軍第1軍区司令部が空軍第4路司令部に改編され、司令官に就任。同年末、哈密に渡り、ソ連補給物資の管理に従事。
1940年7月19日、空軍上校。空軍第4路司令官、航空委員会法制委首席委員などを務めていたが、1944年に病死。

## 参考
- 马毓福編著 (1994). 1908-1949中国军事航空. 航空工业出版社
- 盧克彰編著 (1974). 空軍建軍史話. 空軍總部政治作戰部
- 李天民 (1973). 中國航空掌故. 中國的空軍出版社

| 軍職        | 軍職                                 | 軍職         |
| ----------- | ------------------------------------ | ------------ |
| 先代 なし   | 航空第2隊長 初代：1929.5 - 1930.1.20 | 次代 張廷孟  |
| 先代 銭大鈞 | 航空委員会人事処長 第2代：1939.5 - 8 | 次代 陳舜耕? |
| 先代 なし   | 空軍第4路司令官 初代：1939.8 - 1943? | 次代 李瑞彬  |